# Festival Voor de Wind

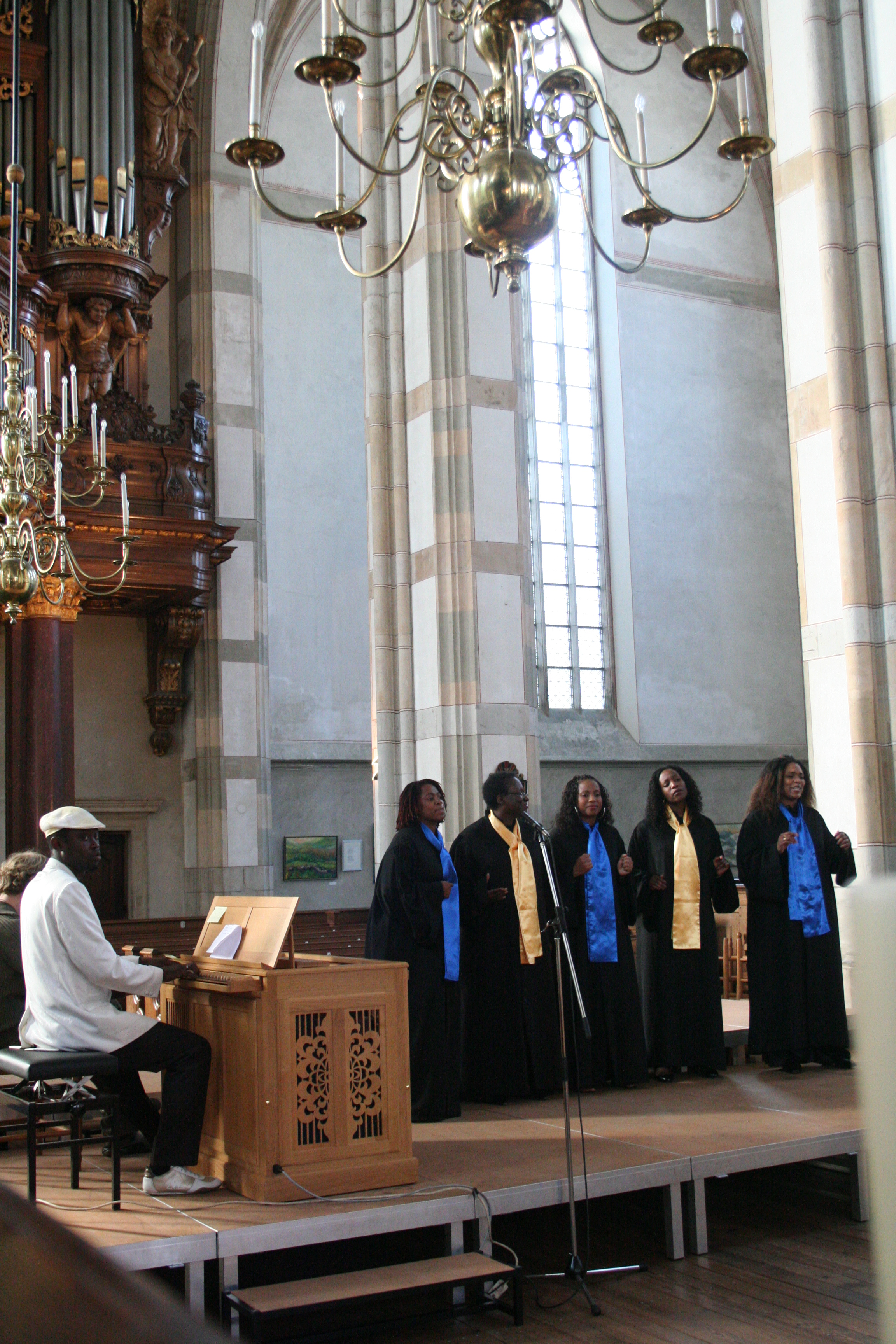
Een black gospelkoor zingt, begeleid op kistorgel, in de Grote Kerk in Zwolle tijdens Festival Voor de Wind 2008

Festival Voor de Wind was een interdisciplinair orgelfestival dat van 2002 tot 2017 bestaan heeft, eerst als Nederlands orgelfestival en vervolgens onder de naam Connecting Arts als internationaal orgelfestival.

## Uitgangspunten en doel
Het festival was in eerste instantie een initiatief van de Koninklijke Nederlandse Organisten Vereniging maar werd al spoedig ondergebracht in de organiserende Stichting Voor de Wind. Orgelconcerten in Nederland kampten al jaren met een vergrijzend publiek en in aantal teruglopende publieksaantallen. Het festival had als doel een nieuw publiek in aanraking te brengen met het kerkorgel en orgelmuziek. Daarnaast wilde men met een vernieuwende programmering een voorbeeld stellen voor de vele plaatselijke organisaties van orgelconcerten in Nederland.
Het festival had als uitgangspunt het orgel in een niet-kerkelijke context te presenteren, in combinatie met andere kunsten zoals verschillende vormen van theater, dans, acrobatiek, mime, (stomme) film en videokunst, maar ook met jazz en elektronische muziek. Aan het begin van de 21ste eeuw stonden orgels en orgelmuziek in Nederland vooral in de belangstelling van een klein, deels uit religieuze hoek afkomstig publiek van kenners en liefhebbers. Dit stond in groot contrast met andere Europese landen en de VS, waar het orgel meer onderdeel uitmaakte van de algemene klassieke muziekwereld. De cross-overvoorstellingen die het festival ging programmeren hadden als doel het beoogde nieuwe publiek, dat vooral negatieve associaties had met het kerkorgel, te laten zien dat orgel en orgelmuziek voor iedereen interessant kan zijn, waarbij ook kindervoorstellingen niet vergeten werden.
Na een aanvankelijk voorzichtige start in 2002 en 2003 in Amsterdam wist het festival tijdens (en in samenwerking met) de Culturele Zondagen in Utrecht in 2005 en 2007 een publiek van duizenden bezoekers te bereiken. Het festival wist in Nederland dit succes op zelfstandige wijze niet voort te zetten. In 2011 spreidde het festival zijn vleugels uit door met ondersteuning van een belangrijke Europese cultuursubsidie met andere Europese orgelfestivals te gaan samenwerken, waardoor eigen producties konden gaan rouleren.
Vanaf 2013 produceerde de stichting losse producties die door concertorganisaties afgenomen konden worden.
In 2017 werd de organiserende Stichting Voor de Wind opgeheven. Als reden gaf men aan dat men in toenemende mate afhankelijk was geworden van subsidies en dat er te veel concurrentie in deze discipline was ontstaan. Het stichtingsbestuur concludeerde dat haar initiatieven op meerdere plekken "waren geland, aangepast of (hadden) doorgewerkt", waarmee de missie van de stichting was volbracht.
Reitze Smits was van 2001 - 2017 artistiek leider van het festival.

## Festivals en producties

### Festivals
- 7 september 2002 Amsterdam: Startschot Festival Voor de Wind (congres en Open Podium)[5]
- 5, 6 en 7 september 2003 Amsterdam: Festival Voor de Wind[6]
- 9 oktober 2005 Utrecht: Festival Voor de Wind op Culturele Zondag[7]
- 21 oktober 2007 Utrecht: Festival Voor de Wind op Culturele Zondag[8][9]
- 25 - 28 september 2008: Festival Voor de Wind langs de IJssel (Arnhem, Doesburg, Zutphen, Hattem, Zwolle en Deventer)[10]
- 9 en 10 oktober 2010 's-Hertogenbosch: Festival Voor de Wind[11]
- 2 - 8 oktober 2011 Utrecht: Festival Connecting Arts (congres en festival); gevolgd door Toulouse (Frankrijk)[12], Kopenhagen en Helsingborg (Denemarken), Malmö en Kristianstad (Zweden)[13]
- Oktober 2013 Utrecht: Festival Connecting Arts - The European Organ Festival

### Losse producties
Vanaf 2013 produceerde Stichting Voor de Wind onder andere de volgende producties:
- Juni 2015: Utrecht, "Le Tour de France Musical", ter gelegenheid van de start van de Tour de France
- 2015 - 2016: serie CineConcerten[14] in samenwerking met Filmtheater 't Hoogt en het Louis Hartlooper Complex (film en live orgelmuziek door Joost Langeveld) met Lucky Star, The Phantom of the Opera, The Cameraman, Pantzerkreuzer Potemkin en Modern Times
- Najaar 2016, diverse locaties: kindervoorstelling "Doolhoofd, De mythe van de Minotaurus"

## Artiesten
In de verschillende festivals waren optredens te zien en te horen van o.a. Frank Groothof en Jos van der Kooy, Bert van den Brink en Eric Vloeimans, Jan Hage en Tatiana Koleva, Janine Jansen en Jan Jansen, Miranda van Kralingen en Leo van Doeselaar, Rosita Steenbeek en Siebe Henstra, dansende derwisj Kadir Sonuk en Aart Bergwerff, Greetje Bijma en Klaas Hoek, Fred Delfgaauw, Henk van Ulsen, Gerda Havertong, het Aurelia Saxofoonkwartet en Dance Works Rotterdam.